# Стара Слобода (Мінська область)
Стара Слобода (біл. вёска Старая Слабада) — село в складі Крупського району Мінської області, Білорусь. Село підпорядковане Ухвальській сільській раді, розташоване в східній частині області.